# Edward Castle, Baron Castle
Edward „Ted” Castle, Baron Castle (n. 5 mai 1907 – d. 26 decembrie 1979) este un om politic britanic, membru al Parlamentului European în perioada 1973-1979 din partea Regatului Unit. 
1. ↑  Edwin Cyril Castle, Baron Castle, The Peerage, accesat în 9 octombrie 2017
2. ↑  Edward Cyril CASTLE